# James Griffiths (Regisseur)

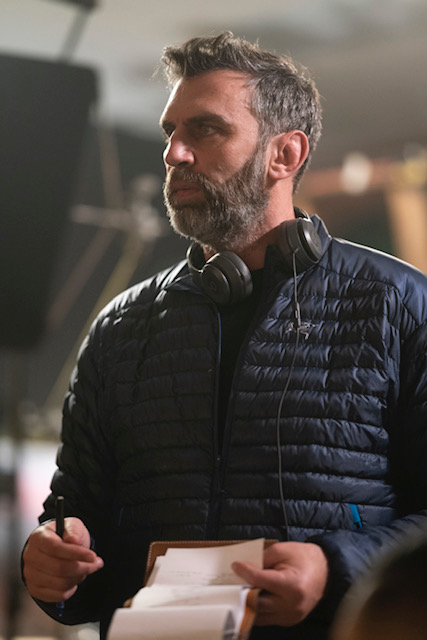
James Griffiths, 2019

James Griffiths (* 7. Mai 1971) ist ein britischer Film- und Fernsehregisseur.
Seit 2002 ist er verheiratet und hat zwei Kinder. Sein Regiedebüt gab er 2004 mit der Inszenierung mehrerer Episoden der Serie Top Buzzer und seit 2016 tritt auch als Ausführender Produzent in Erscheinung. Sein Schaffensschwerpunkt sind Fernsehserien.

## Filmografie (Auswahl)
- 2004: Top Buzzer (Fernsehserie, 4 Episoden)
- 2005: Favouritism (Fernsehserie, Episode 1x01)
- 2007: The One and Only Herb McGwyer Plays Wallis Island (Kurzfilm)
- 2009: Free Agents – Zweisam einsam (Free Agents, Fernsehserie, 4 Episoden)
- 2010: Royal Wedding (Fernsehfilm)
- 2011: Episodes (Fernsehserie, 7 Episoden)
- 2011–2012: Up All Night (Fernsehserie, 5 Episoden)
- 2014: Cuban Fury – Echte Männer tanzen (Cuban Fury)
- 2015: Galavant (Fernsehserie, Episode 1x06)
- 2016: Cooper Barrett’s Guide to Surviving Life (Fernsehserie, 6 Episoden)
- 2014–2017: Black-ish (Fernsehserie, 4 Episoden)
- 2017: The Mayor (Fernsehserie, 4 Episoden)
- 2016–2018: Wrecked – Voll abgestürzt! (Wrecked, Fernsehserie, 4 Episoden)
- 2018–2019: A Million Little Things (Fernsehserie, 8 Episoden)
- 2019: Stumptown (Fernsehserie, 2 Episoden)
- 2025: The Ballad of Wallis Island